# Pierre de Windt
Pierre Eric Omar (Peppie) de Windt (Oranjestad, 13 juli 1983) is een Arubaans atleet, die is gespecialiseerd in de 100 m, hoogspringen en het verspringen. Eenmaal nam hij deel aan de Olympische Spelen, maar bleef medailleloos. Zijn persoonlijke records bij het hoogspringen en het verspringen zijn tevens Arubaanse records. Hij komt uit voor de vereniging Haag Atletiek. 

## Loopbaan
Op de Olympische Spelen van 2004 in Athene geraakte De Windt op de 100 m niet door de eerste ronde. In de vierde serie eindigde hij op een zesde plaats in een tijd van 11,02 s, goed voor de 68e tijd van alle deelnemers. 
In 2007 werd hij derde bij de Nederlandse indoorkampioenschappen op het onderdeel hoogspringen. Hij sprong 2,06 m.

## Persoonlijke records
Outdoor
| Onderdeel    | Prestatie   | Datum             | Plaats     |
| ------------ | ----------- | ----------------- | ---------- |
| 100 m        | 10,96 s     | 16 juli 2002      | Kingston   |
| hoogspringen | 2,10 m (NR) | 25 september 2006 | Breda      |
| verspringen  | 7,08 m (NR) | 17 mei 2002       | Oranjestad |

Indoor
| Onderdeel | Prestatie | Datum         | Plaats |
| --------- | --------- | ------------- | ------ |
| 60 m      | 7,26 s    | 10 maart 2006 | Moskou |

## Palmares

### 60 m
- 2006: series WK indoor - 7,26 s

### 100 m
- 2002: series CAC-jeugdkamp. - 11,09 s
- 2002: series WK U20 - 10,96 s
- 2004: series OS - 11,02 s

### hoogspringen
- 2002: 7e CAC-jeugdkamp. - 2,00 m
- 2007:  NK indoor - 2,06 m

### verspringen
- 2002: 10e CAC-jeugdkamp. - 6,41 m